# 로사 (포켓몬스터)
로사(영:Jessie 일: ムサシ)는 《포켓몬스터 애니 시리즈》에 등장하는 가공의 인물로, 포켓몬스터 애니메이션에 등장하는 로켓단의 주요 간부 중 하나로 나온다. 포켓몬스터 애니메이션 시리즈의 주인공은 아니지만, 주인공인 한지우와 함께 1997년 애니메이션부터 포켓몬스터 W까지 모두 등장해 주인공 수준의 비중을 차지하게 되었다. 